# Islamska Partia Odrodzenia Tadżykistanu
Islamska Partia Odrodzenia Tadżykistanu (tadż. Ҳизби Наҳзати Исломии Тоҷикистон) – islamska partia polityczna w Tadżykistanie, działająca w latach 1990-2015. W czasie wojny domowej wchodziła w skład Zjednoczonej Opozycji Tadżyckiej.
W wyborach parlamentarnych w 2005 roku partia uzyskała 7,48% głosów, co zagwarantowało jej 2 mandaty na 63 w Zgromadzeniu Reprezentantów. Partia zbojkotowała wybory prezydenckie w 2006 roku, które wygrał Emomali Rachmonow. W wyborach parlamentarnych w 2010 roku ugrupowanie zdobyło drugie miejsce z wynikiem 8,20% głosów i zachowało swoje 2 mandaty. 
W wyborach parlamentarnych w 2015 roku partia nie przekroczyła klauzuli zaporowej i nie uzyskała ani jednego miejsca w parlamencie. 28 sierpnia 2015 decyzją władz państwowych została zdelegalizowana i pozbawiona prawa do działalności publicznej.